# Liceum w Korczy
Liceum w Korczy (alb.. Liceu Kombëtar i Korçës, Liceu Francez) – jedna z najważniejszych albańskich instytucji edukacyjnych średniego szczebla działająca w latach 1917-1939. Szkoła została założona przez Francuzów, w czasie kiedy istniał Autonomiczny Region Korczy, pod kontrolą wojsk francuskich.

## Historia

### Liceum francuskie
Szkoła francuska (Liceu Francez) w Korczy została otwarta 25 października 1917, decyzją władz Autonomicznego Regionu Korczy, w budynku należącym do rodziny Mborja. Pierwszym dyrektorem szkoły został Vital Gerson, a wicedyrektorem Mihal Ballkameni. Wśród pierwszych nauczycieli pojawili się byli oficerowie armii francuskiej. Decyzją francuskiego ministra edukacji Edouarda Herriota dyplom szkoły w Korczy miał być równoważny dyplomom francuskich szkół średnich. W pierwszym roku działalności szkoły uczyło się w niej 36 uczniów.

### Liceum narodowe
W 1921 szkoła zmieniła nazwę na Liceum Narodowe (Liceu Kombëtar i Korçës), a jej dyrektorem został nauczyciel albański Thoma Avrami. Językiem wykładowym szkoły był francuski, poza zajęciami z języka albańskiego. Szkoła miała charakter świecki, była koedukacyjna, nauka w niej trwała początkowo 8, a następnie 9 lat. W gronie nauczycieli liceum byli zarówno Albańczycy, jak też Francuzi. W latach 1928-1932 szkołą kierował Xavier de Courville, literaturoznawca i dramaturg, absolwent Uniwersytetu Paryskiego. W gronie pedagogicznym znalazł się były ambasador Francji w Rosji Andre Bregeault, a także późniejszy dyktator komunistycznej Albanii - Enver Hoxha.Hoxha uczył w szkole wychowania moralnego w latach 1937-1939. W 1934 z inicjatywy filantropa Thomy Tourtulliego szkoła przeniosła się do nowego budynku. W latach 20. uczniowie szkoły działali w stowarzyszeniu kulturalno-artystycznym Shpresa, w 1936 wydawali pismo Liceu. Szkoła miała własny chór i orkiestrę.
Szkoła przestała istnieć w 1939, w czasie okupacji włoskiej. Do chwili zamknięcia naukę w szkole ukończyło 246 uczniów (spośród 1115, którzy rozpoczęli w niej naukę). Ponad 300 uczniów tej szkoły działało w czasie wojny w ruchu oporu, a ponad 60 zginęło w czasie wojny. W 1944 w miejscu dawnej szkoły powstała nowa, której nadano imię nauczyciela Raqi Qirinxhiego, w przeszłości nauczyciela matematyki w korczańskim liceum.